# Pyramids FC
Der Pyramids Football Club (Arabisch: نادي بيراميدز لكرة القدم), kurz Pyramids FC, ist ein ägyptischer Fußballverein mit Sitz in Kairo, Ägypten. Der Verein spielt derzeit in der ägyptischen Premier League, der höchsten Liga im ägyptischen Fußballligasystem.

## Geschichte

### Al Assiouty Sport 2008–2018
Al Assiouty Sport wurde 2008 in Assiut gegründet. Der Klub stieg 2014 zum ersten Mal in die ägyptische Premier League auf, nachdem er die Playoffs für die Aufstiegsspiele gewonnen hatte. In der Saison 2017/18 belegte der Verein Platz 9.

### Pyramids FC ab 2018
Im Sommer 2018 wurde der Verein von dem Sportminister Saudi-Arabiens Turki Al-Sheikh übernommen, mit dem Ziel, ein Franchise zu etablieren, das den ägyptischen Fußball zukünftig dominieren soll. Der Verein wurde deshalb von Assiut in die Hauptstadt Kairo verlegt und in Pyramids FC umbenannt. Am 28. Juni 2018 wurde der ehemalige Trainer von Al Ahly Kairo, Hossam El Badry, als Vorsitzender des Vereins, Ahmed Hassan als Sprecher und Supervisor der Fußballmannschaft, Hady Khashaba als Fußballdirektor und der ehemalige Botafogo-Trainer Alberto Valentim als neuer Trainer angekündigt. In der darauffolgenden Transferperiode gab der Verein mehr als 40 Mio. Euro für neue Spieler aus. Derartige Investitionen waren die höchsten, die jemals von einem ägyptischen oder afrikanischen Fußballteam getätigt wurden.
Im September 2018 kündigte Turki Al-Sheikh seinen Ausstieg aus dem Projekt nach nur drei Monaten an. Grund dafür waren mutmaßliche Beleidigungen durch gegnerische Fans. Am 4. Juli 2019 kaufte der Geschäftsmann Salem Al Shamsi aus den Vereinigten Arabischen Emiraten den Verein.
2025 erreichte Pyramids FC mit dem Gewinn der CAF Champions League den bisher größten Erfolg der Vereinsgeschichte.

## Bekannte Spieler
- Dani Schahin (2018)
- Rodriguinho Marinho (2018)
- Marcos Keno (2018–2020)
- Ribamar (2018)
- Carlos Eduardo (2018)
- Omar Gaber (2018–)
- Ali Gabr (2018–)

## Trainer
- Alberto Valentim (2018)
- Ricardo La Volpe (2018)
- Hossam Hassan (2018–2019)
- Ante Čačić (2019–2020)
- Rodolfo Arruabarrena (2020–2021)

## Erfolge

### National
- Ägyptischer Vizemeister: 2022, 2023, 2024, 2025
- Ägyptischer Pokalsieger:  2023/24
- Ägyptischer Pokalfinalist: 2018/19, 2021/22

### International
- CAF Champions League
  - Sieger: 2025
- CAF Confederation Cup
  - Finalist: 2020